# Gordmans
Gordmans (eigen schrijfwijze: gordmans) was een goedkope warenhuisketen in het  Midwesten, opgericht in Omaha, Nebraska. De keten is sinds maart 2017 eigendom van Stage Stores. In 2019 begon Stage Stores om andere winkelketens die het bezat om te zetten in Gordmans-winkels, met als doel tegen eind 2020 700 Gordmans-winkels in 42 staten te hebben. In mei 2020 vroeg Stage Stores het faillissement aan en begon met de liquidatie van zijn winkels. Hoewel een koper voor Stage Stores de liquidatie had kunnen voorkomen, kondigde Stage Stores later aan dat ze op alle locaties zouden doorgaan met het stopzetten van de verkoop.

## Geschiedenis
De oorsprong van het bedrijf gaat terug tot het begin van de 20e eeuw toen Sam Richman in 1915 een kleine kledingwinkel opende in Omaha. Richman's Outfitters to the Family had een kleine etalage op de hoek 16th Street en Chicago Street in het centrum van Omaha. Dan Gordman trad toe tot Richman als volwaardige partner in het bedrijf en trouwde met zijn dochter Esther. Na enkele jaren groeide het bedrijf uit tot het hele gebouw op de hoek 16th Street en Chicago Street. In 1948 werd een tweede winkel geopend in South Omaha, Nebraska en Gordman kocht het resterende belang van Richman in het bedrijf en veranderde de naam in Richman Gordman.
In de jaren zestig kwamen de zonen en neef van Gordman in het bedrijf en positioneerden ze het bedrijf voor een agressievere expansie. In het begin van de jaren zeventig breidde het bedrijf zich uit tot buiten Nebraska . Richman Gordman opende twee winkels in Des Moines (Iowa), gevolgd door een andere locatie in Topeka (Kansas). De 10e winkel werd in 1974 geopend in Grand Island (Nebraska). Gordman was een van de eersten die centrale kassa's, winkelwagentjes en een schoenenafdeling met zelfbediening in Omaha had en was ook een van de eerste winkels die op zondag open was. 

### 1/2 Price Store

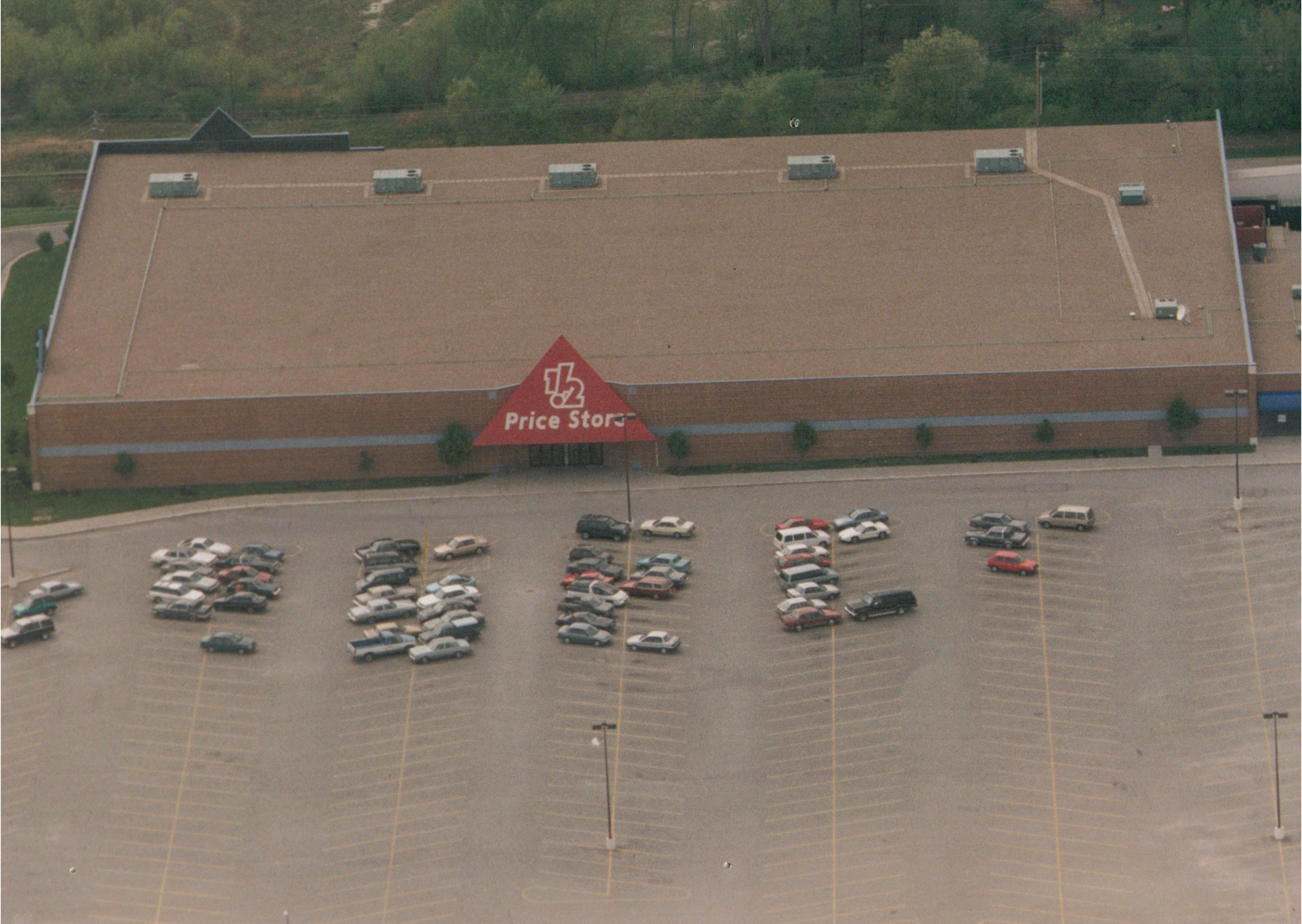
1/2 Price Store-winke in Independence, Missouri, later een nu gesloten Gordmans-locatie

In 1975 opende Gordman een kleine testwinkel in South Omaha op 25th Streets en L Streets en noemde de winkel de 1/2 Price Store. In dit concept wildde men de Richman Gordman-voorraden voor de halve prijs te verkopen. Dit leidde in de jaren zeventig tot de opening van nog zes 1/2 Price Stores. Er werd een aparte divisie opgericht om de groeiende onderneming te huisvesten. Bij de 75e verjaardag van het bedrijf in 1990, exploiteerde het 16 warenhuizen onder de naam 1/2 Price Store en 16 warenhuizen onder de naam Richman Gordman. In 1992 vroeg Richman Gordman echter surseance van betaling aan en werden al zijn warenhuizen gesloten. De off-price warenhuisdivisie werd de enige focus van het bedrijf nadat het in 1993 uit faillissement kwam. Deze werden verder geëxploiteerd onder de naam Richman Gordman 1/2 Price Stores.
In 1996 werden alle 1/2 Price Stores omgedoopt tot Gordmans, hoewel de naam nog enkele jaren zou blijven bestaan. Het bedrijf besloot een nieuwe prototypewinkel te ontwikkelen en probeerde de presentatie in de winkels te verbeteren. De eerste twee Gordmans-winkels werden in augustus 1999 geopend in Tulsa (Oklahoma).
Sun Capital Partners kocht het bedrijf in 2008. In 2010 werden de aandelen weer verhandelbaar, waarbij Sun een meerderheidsbelang bleef houden.
Op 6 maart 2017 meldde Bloomberg dat Gordmans naar verluidt voorbereidingen trof om faillissement aan te vragen. Op 13 maart 2017 maakte Bloomberg bekend dat Gordmans inderdaad faillissement had aangevraagd in Nebraska (In re Gordmans Stores Inc., 17-80304, US Bankruptcy Court, District of Nebraska (Omaha)) waarbij een regeling was getroffen met Tiger en Great American.

### Stage Stores
Stage Stores kocht in maart 2017 de 48 Gordmans-winkels, samen met één distributiecentrum, de naam Gordmans en alle intellectuele eigendommen uit het faillissement.
Onder leiding van Stage Stores begon Gordmans af te stappen van het bedrijfsmodel van speciaalzaken en wijzigde het in een off-price model, gelijkend op concurrenten als TJ Maxx, Ross en Burlington. Als onderdeel van de uitbreiding van het merk, opende Stage Stores in maart 2018 hun eerste nieuwe Gordmans-winkel in Rosenberg (Texas).
In maart 2019 kondigde Stage aan dat ze tegen medio 2020 van plan waren om ten minste 220 van hun huidige warenhuizen, inclusief die van andere merknamen, om te zetten in off-price winkels van Gordmans. CEO Michael Glazer noemde de hoge verkoopstijgingen op de in 2018 omgebouwde locaties als beslissende factor bij de beslissing.
In september 2019 kondigde Stage Stores aan dat ze van plan waren om de warenhuismarkt volledig te verlaten, volledig over te gaan op het off-price-model, alle andere winkelmerken om te zetten naar het merk Gordmans en tegen het derde kwartaal van fiscaal 2020 ongeveer 700 Gordmans-winkels te exploiteren. Maar in mei 2020 vroeg Stage Stores het faillissement aan als gevolg van de COVID-19-pandemie. Dit ondanks omzetstijgingen van meer dan 17 % in de omgebouwde winkels.  Alle Gordmans-winkels waren op 27 september 2020 gesloten.